# Darkness in El Dorado
Darkness in El Dorado: How Scientists and Journalists Devastated the Amazon é um livro polêmico escrito pelo autor Patrick Tierney em 2000, no qual o autor acusa o geneticista James Neel e o antropólogo Napoleon Chagnon de conduzir pesquisas humanas sem levar em conta o bem-estar de seus sujeitos enquanto realizando trabalho de campo etnográfico de longo prazo entre os indígenas Yanomami, na Bacia Amazônica entre a Venezuela e o Brasil. Ele também escreveu que os pesquisadores exacerbaram uma epidemia de sarampo entre os nativos americanos,
Embora o livro tenha sido revisado positivamente e bem recebido no início, investigações posteriores por várias organizações independentes descobriram que as principais alegações de Tierney eram falsas e difamatórias.

Em 2000, Tierney publicou Darkness in El Dorado, que acusou o geneticista James Neel e o antropólogo Napoleão Chagnon de exacerbar uma epidemia de sarampo entre o povo Yanomamo, entre outras alegações condenatórias. Este trabalho recebeu inicialmente boas críticas e foi indicado para um National Book Award. Muitas das acusações de Tierney contra Chagnon foram aceitas como fato em uma revisão de livro do New York Times pelo jornalista científico John Horgan; a controvérsia política resultante resultou na aposentadoria antecipada de Chagnon. O antropólogo John Tooby da Slate, achou que o livro era internamente inconsistente e sugeriu que ele deveria ter sido identificado como ficção.